# Heinrich-Emanuel-Merck-Preis
Der Heinrich-Emanuel-Merck-Preis für Analytik ist ein mit 15.000 Euro dotierter Wissenschaftspreis, der für die Entwicklung und Anwendung neuer Methoden in der chemischen Analytik, die zu einer Verbesserung der Lebensbedingungen beitragen können, vergeben wird.
Der Preis ist nach Heinrich Emanuel Merck, dem Gründer des Unternehmens Merck benannt, und wird von der Merck KGaA seit 1988 verliehen. Der Anlass der Erstverleihung war der 100ste Jahrestag der Herausgabe des ersten analytischen Standardwerkes Die Prüfung chemischer Reagenzien auf Reinheit von Carl Krauch.
Seit 1990 findet die Verleihung anlässlich der European Conference on Analytical Chemistry (EUROANALYSIS) statt.
Der Preis wird an Wissenschaftler bis zu einem Alter von 45 Jahren verliehen.

## Preisträger

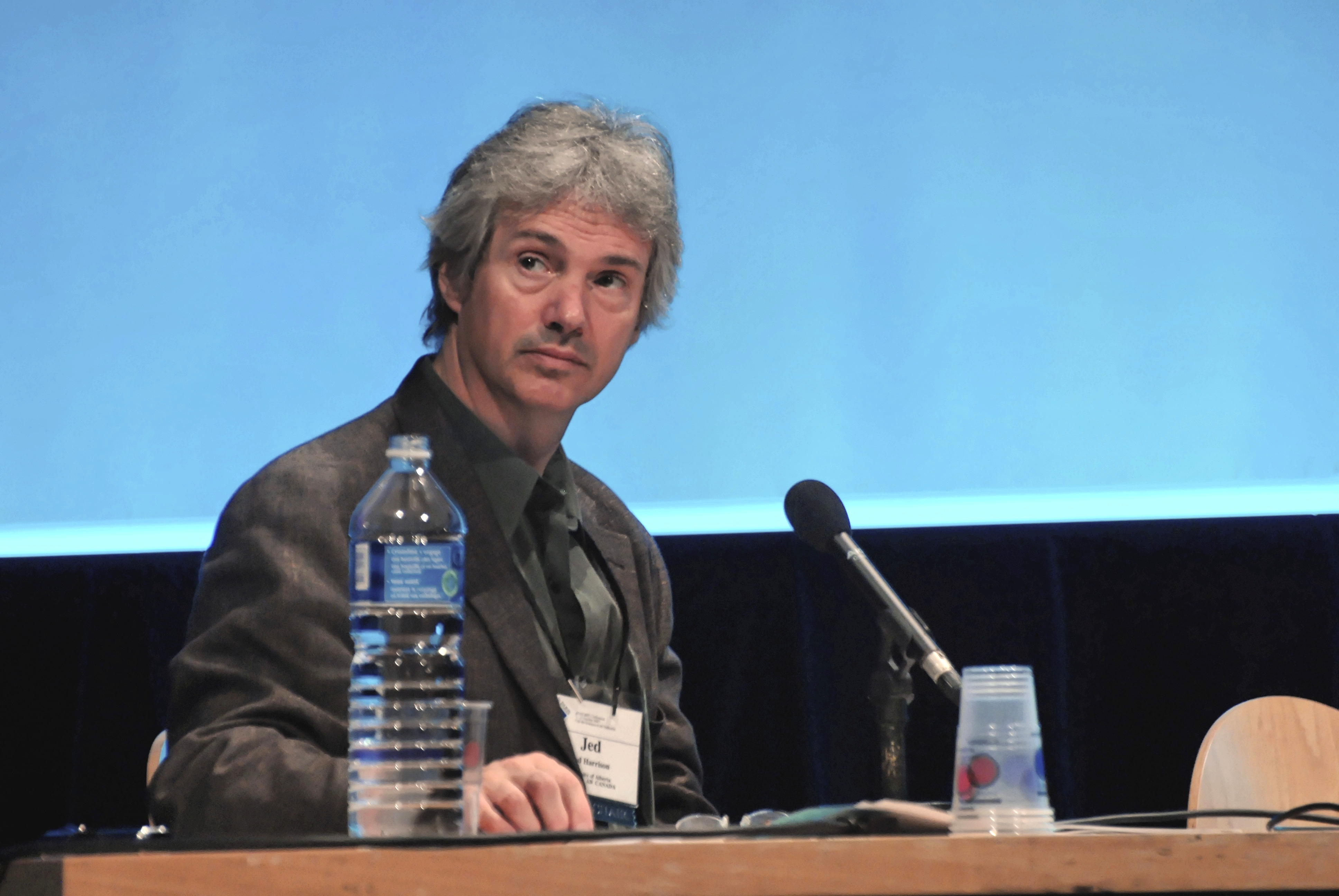
D. Jed Harrison, Preisträger 1996

- 1988 Masataka Hiraide (Universität Nagoya/Japan) und Otto S. Wolfbeis (Universität Graz/Österreich)
- 1990 Brian A. Bidlingmeyer (Millipore Corporation/USA) und Reinhard Nießner (Technische Universität München/Deutschland)
- 1993 Aviv Amirav (Universität Tel Aviv/Israel)
- 1996 D. Jed Harrison (University of Alberta/Canada) und Andreas Manz (Imperial College London/Großbritannien)
- 1998 Renato Zenobi (ETH Zürich/Schweiz)
- 2000 Norman J. Dovich (University of Alberta/Canada)
- 2002 Jonathan V. Sweedler (University of Illinois/USA)
- 2004 Yoshinobu Baba (Universität Tokushima/Japan)
- 2007 Alexander A. Makarov (Thermo Electron/Deutschland) und Shuming Nie (Emory University und Georgia Institute of Technology/USA)
- 2010 Luisa Torsi (Universität Bari/Italien)
- 2012 Aaron Wheeler (Universität Toronto/Kanada)
- 2015 Petra S. Dittrich (ETH Zürich/Schweiz)
- 2017 Francesco Ricci (Universität Tor Vergata/Italien)
- 2019 David Alsteens (Université catholique de Louvain/Belgien)
- 2022 Valérie Gabelica (Institut National de la Santé et de la Recherche Médical/Frankreich)
- 2025 Alán Aspuru-Guzik (University of Toronto/Kanada)